# Château de Sceauve
Le château de Sceauve est un édifice situé à Chavenon (France).

## Situation
Le château est situé sur le territoire de la commune de Chavenon, à 3,1 km au nord-est du bourg, dans le département de l'Allier, en région Auvergne-Rhône-Alpes.

## Description
Le château de Sceauve est composé d’un corps de logis des XVe siècle et XVIe siècle, il repose sur des soubassements anciens. La façade présente une large fenêtre de style Renaissance, cachées à l’arrière, plusieurs baies à accolades. Des constructions plus tardives ont occulté une partie de ces ouvertures.
Les fossés ont disparu, il reste le grand étang.

## Historique
En 1447, le premier propriétaire connu est Jehan de Sainct-Haubin.
En 1672, Sceauve est un château avec maison, cour, basse-cour, chapelle. En 1782, c’est une maison avec plusieurs chambres hautes et basses, une vieille tour réduite au rez-de-chaussée, est adossée à ce corps de bâtiment, à l’extrémité nord des fossés communiquent avec un vaste étang. La seigneurie est démembrée à la Révolution.